# Mientre ti lascio, oh figlia
Mentre ti lascio, oh figlia (traducido: mientras te dejo, ¡oh! hija) es un aria de concierto en mi bemol mayor para bajo y orquesta compuesta por Wolfgang Amadeus Mozart. Su número es KV 513, según el Catálogo Köchel de la obra de Mozart.
Este aria fue compuesta en Viena, el 23 de marzo de 1787, cuando Mozart tenía 31 años y en vísperas de la composición de su Don Giovanni. El texto está tomado de La derrota de Dario, con música de Paisiello, y estaba destinada al cantante Gottfried von Jacquin, y por tanto confeccionada para sus medios vocales. Se trata de un aria encendida y vehemente que por su tonalidad encierra un fuerte patetismo y transmite la impresión de los momentos más dramáticos de la música de Mozart.